# 2,6-二甲基萘
2,6-二甲基萘（缩写：2,6-DMN）是一种多環芳香烴。它是12种C2萘的同分异构体之一。2,6-二甲基萘作为高性能聚酯纤维和薄膜的起始原料在商业上是重要的。2,6-二甲基萘的氧化反应可以制备聚萘二甲酸乙二醇酯（PEN）。

## 合成
烷基萘在原油或煤焦油中的浓度很低，除了异构化反应外，还需要复杂的操作，如选择性结晶和吸附。
化学合成如下。在“烯烃化反应（alkenylation process）”中，所用的原料为丁二烯(1)和邻二甲苯(2)，生成化合物3。3环化得到1,5-二甲基四氢化萘(4)，脱氢反应得到1,5-二甲基萘(5)，5异构化得到所需产物2,6-二甲基萘(6)。最后一步中，还会得到单、双、三取代的萘的混合物，需要通过选择性结晶再次分离。

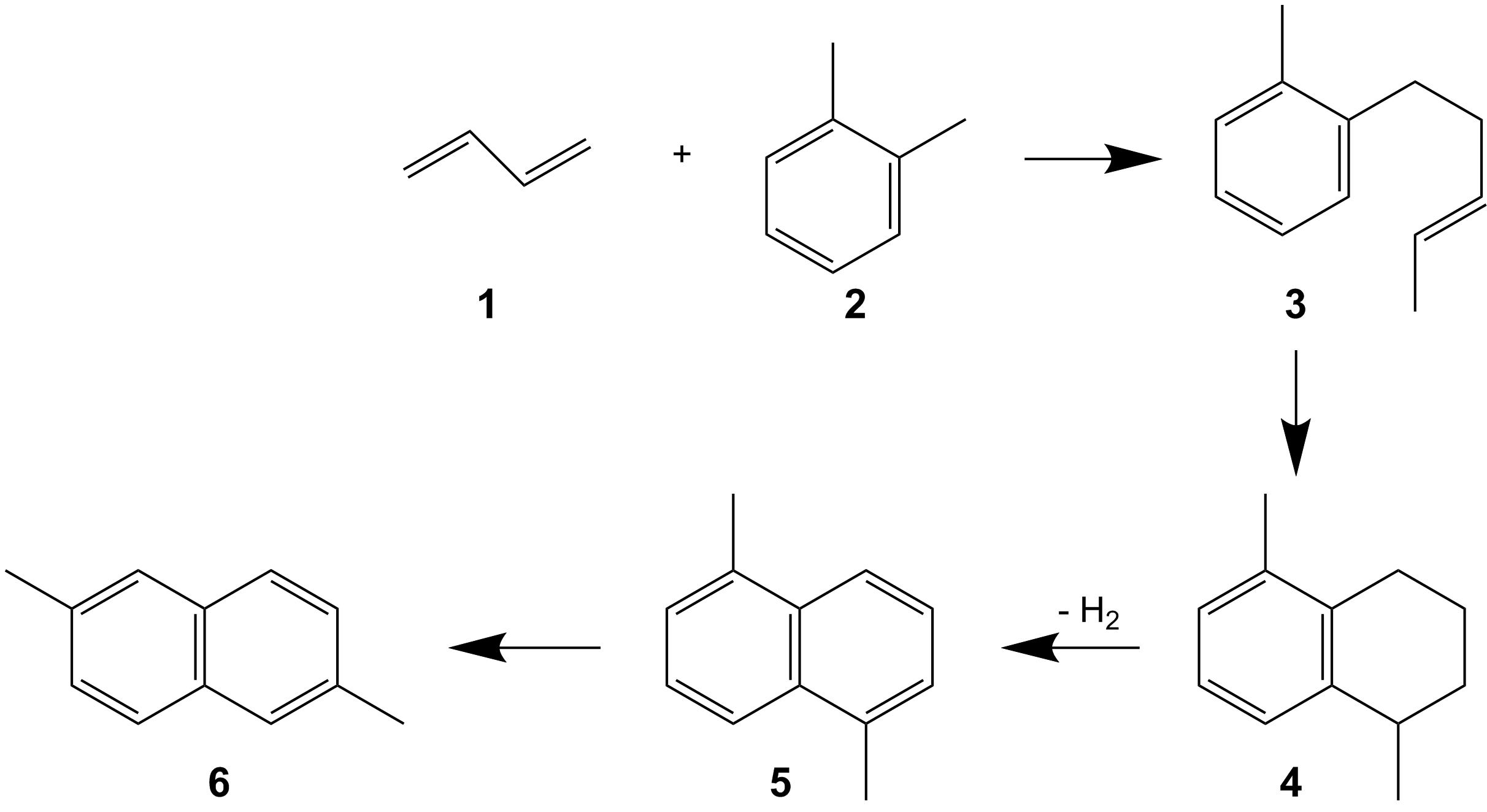
Synthesis of 2,6-dimethylnaphthalene by the alkenylation process